# Canton de Compiègne-Sud-Est
Le canton de Compiègne-Sud-Est est une ancienne division administrative française située dans le département de l'Oise et la région Picardie.

## Histoire
Canton créé en 1982.

## Représentation
| Période | Période | Identité                   | Étiquette       | Qualité                                                                             |
| ------- | ------- | -------------------------- | --------------- | ----------------------------------------------------------------------------------- |
| 1982    | 2001    | Michel Mahieux (1929-2010) | UDF-PR puis DVD | Chef d'entreprise Adjoint au maire de Compiègne Suppléant du député Lucien Degauchy |
| 2001    | 2015    | Bertrand Brassens          | PS puis DVG     | Inspecteur général des finances Vice-Président du Conseil Général (2004-2008)       |

## Composition
| Communes            | Population (2012) | Code postal | Code Insee |
| ------------------- | ----------------- | ----------- | ---------- |
| Compiègne           | 41 254 (1)        | 60200       | 60159      |
| Lacroix-Saint-Ouen  | 4 233             | 60610       | 60338      |
| Saint-Jean-aux-Bois | 349               | 60350       | 60579      |
| Saint-Sauveur       | 1 606             | 60320       | 60597      |
| Vieux-Moulin        | 579               | 60350       | 60674      |

(1) fraction de commune.

## Démographie
| 1962 | 1968 | 1975 | 1982 | 1990 | 1999 | 2009 |
| ---- | ---- | ---- | ---- | ---- | ---- | ---- |
| -    | -    | -    | -    | -    | -    | -    |